# Last Exit to Brooklyn
Last Exit to Brooklyn är ett filmmusikalbum utgivet i oktober 1989 med musik från filmen Slutstation Brooklyn, regisserad av Uli Edel. Musiken är skriven av Mark Knopfler och framförs till stor del av keyboardisten Guy Fletcher.

## Låtlista
1. "Last Exit to Brooklyn" - 4:59
2. "Victims" - 3:30
3. "Think Fast" - 2:46
4. "A Love Idea" - 3:04
5. "Tralala" - 5:28
6. "Riot" - 6:20
7. "The Reckoning" - 7:12
8. "As Low as It Gets" - 1:28
9. "Finale: Last Exit to Brooklyn" - 6:18